# HellWars
HellWars is een massively multiplayer online role-playing game dat gebaseerd is op Kings of Chaos. De bedoeling is om met een leger van één bepaald ras als hoogste in de classificaties te staan.

## Het spel
Het spel werd in 2005 gepubliceerd door Pkbr labs en lijkt sterk op Kings of Chaos. Het is de bedoeling om met een van de vier rassen een groot leger op te bouwen dat goed is in alle vier de statistieken; Strike Action, Defensive Action, Spy Rating en Magic Rating. Elk van deze vier gegevens krijgt ieder uur een Rank die aangeeft hoe goed die statistiek is vergeleken met andere spelers. Diegene die de laagste som heeft in alle vier zijn Ranks staat eerste, de volgende tweede, enzovoort.

## Verschillen t.o.v. Kings of Chaos
Hoewel de strekking van het spel vrijwel hetzelfde is als bij Kings of Chaos, zijn er ook een aantal belangrijke verschillen.
- De rassen in het spel zijn anders. Er zijn Engelen, Draken, Demonen en Ondoden. Respectievelijk krijgen deze een bonus op Inkomen, Aanval, Verdediging en Magie. Dit is opmerkelijk omdat er dus geen enkel ras een bonus heeft op Spy Rating.
- Sentry Rating bestaat niet in het spel. Het is vervangen door Magic Rating, die de speler in staat stelt om enkele spreuken op zichzelf of op anderen te gebruiken. Om spionnen tegen te gaan, is een Spy Rating nodig die hoger is dan de Spy Rating van de spionerende speler.
- Het spel is gratis, maar een betaald account is ook mogelijk. Een betaald account heeft een paar extraatjes, maar sommige spelers zien het als oneerlijk, omdat degenen die niet betalen altijd in het nadeel zullen zijn.
- De speler een Avatar kiezen die bij zijn profiel wordt gezet.